# Leonardo Paz Deble
Leonardo Paz Deble (n. 1972) es un botánico brasileño.
Se ha especializado en la familia de las asteráceas. Posee un doctorado en ingeniería florestal por la Universidad Federal de Santa María.

## Algunas publicaciones
- anabella silveira de oliveira-Deble, leonardo paz Deble. 2010. Nuevas especies de Baccharis (Asteraceae, Astereae) para Brasil NEW SPECIES OF BACCHARIS (ASTERACEAE, ASTEREAE) FROM BRAZIL. Bonplandia 17 (1): 13-24

## Libros
- leonardo paz Deble, anabela silveira de oliveira Deble, ana l. stefani Leão. 2004. O bioma pampa: contribuições científicas00. Editor Ediurcamp, 200 pp. ISBN 8563570048

- La abreviatura «Deble» se emplea para indicar a Leonardo Paz Deble como autoridad en la descripción y clasificación científica de los vegetales.[3]

Posee, a agosto de 2012, 67 registros IPNI de identificación y clasificación de nuevas especies.